# Figures in a Landscape
Figures in a Landscape (conocida en Hispanoamérica como Caza humana o Figuras en un paisaje) es una película británica de 1970 dirigida por Joseph Losey y protagonizada por Malcolm McDowell y Robert Shaw.

## Sinopsis
La película comienza con dos hombres corriendo por la playa al amanecer y con sus manos atadas a la espalda. Después de varios disparos de un helicóptero, resulta evidente que los dos hombres se han escapado de alguna parte. Más tarde se sabe que sus nombres son MacConnachie y Ansell. Los dos continúan corriendo por una tierra estéril, tratando de escapar de la vista del helicóptero.

## Reparto
- Robert Shaw - MacConnachie
- Malcolm McDowell - Ansell
- Henry Woolf - Piloto
- Andy Bradford - Soldado
- Warwick Sims - Soldado
- Roger Lloyd-Pack - Soldado
- Robert East - Soldado
- Tariq Yunus - Soldado
- Pamela Brown - Viuda